# Sam Ragga Band
Die Sam Ragga Band ist eine Reggaeband aus Hamburg. Ihre Musik ist eine Mixtur aus Reggae mit poppigen, souligen und afroamerikanischen Einflüssen und Rhythmen verbunden mit Rap, wobei es eine Entwicklung weg von Roots-Reggae und Rap mit deutschen Texten in Richtung treibenden Dancehall-Einflüssen mit englischen Texten gegeben hat. 

## Bandgeschichte
Die Band entstand 1996 auf der Flashnizm-Tour der Absoluten Beginner.
Ihren ersten Gig hatte sie Heiligabend 1996 im Molotow (Hamburg) zusammen mit Jan Delay, Samy Deluxe und Tropf (Kaspar Wiens). 1997 wurden die ersten Aufnahmen gemacht, welche aber nie veröffentlicht wurden; einige der Riddims wurden später für das erste Jan Delay-Album, Searching for the Jan Soul Rebels, neu aufgenommen. Zusammen mit Jan Delay ging die Band 2001 auf die „60-Hertz-Tour“, bei der sie als „Jan Delay featuring Sam Ragga Band“ auftraten.
2003 erschien mit Loktown Hi-Life das erste eigene Album der Band unter Mitwirkung diverser Freunde und bekannter Rapper. Die Aufnahmen und der Mix fanden im Studio Loktown zusammen mit Niko Sieveking statt. Zur festen Formation gehörten nun die Sänger Seanie T. aus London, Jessica McIntyre und Esther Cowens. Als erste Single des Albums erschien Die Welt steht still feat. Jan Delay.
2004 erschien The Sound of Sam Ragga, die zweite Platte der Band. Neben Patrice ist Nena als weiterer Gastmusiker zu nennen. Der größte Teil des Albums wurde im M.O.B. Studio mit Horst Sievert (aka Blank Fontana) gemischt. Im Anschluss ging die Band auf eine sechswöchige Tournee durch Deutschland, Österreich und die Schweiz. Anfang 2005 wurde zu dem Label Savoir Faire (SAFA; mit dem Hamburger Vertrieb Indigo) gewechselt, im Sommer folgten einige Auftritte auf Festivals in Deutschland, Österreich und der Schweiz.
2006 erschien das Album Situations, 2008 folgte das Dub-Album In Dub mit Dubversionen von ausgewählten Songs der drei bisherigen Sam-Ragga-Band-Alben.

## Diskografie

### Studioalben
| Jahr | Titel                  | Höchstplatzierung, Gesamtwochen, AuszeichnungChartplatzierungen (Jahr, Titel, Platzierungen, Wochen, Auszeichnungen, Anmerkungen) | Höchstplatzierung, Gesamtwochen, AuszeichnungChartplatzierungen (Jahr, Titel, Platzierungen, Wochen, Auszeichnungen, Anmerkungen) | Höchstplatzierung, Gesamtwochen, AuszeichnungChartplatzierungen (Jahr, Titel, Platzierungen, Wochen, Auszeichnungen, Anmerkungen) | Anmerkungen                           |
| Jahr | Titel                  | DE | AT | CH | Anmerkungen                           |
| ---- | ---------------------- | --- | --- | --- | ------------------------------------- |
| 2003 | Loktown Hi-Life        | DE22 (5 Wo.)DE | AT39 (5 Wo.)AT | CH96 (1 Wo.)CH | Erstveröffentlichung: 2003            |
| 2004 | The Sound of Sam Ragga | DE67 (1 Wo.)DE | — | — | Erstveröffentlichung: 30. August 2004 |
| 2006 | Situations             | — | — | — | Erstveröffentlichung: 2006            |

### Remixalben
- 2008: In Dub

### Singles
| Jahr | Titel Album                   | Höchstplatzierung, Gesamtwochen, AuszeichnungChartsChartplatzierungen (Jahr, Titel, Album, Platzierungen, Wochen, Auszeichnungen, Anmerkungen) | Anmerkungen                                    |
| Jahr | Titel Album                   | DE | Anmerkungen                                    |
| ---- | ----------------------------- | --- | ---------------------------------------------- |
| 2004 | Schade The Sound of Sam Ragga | DE37 (6 Wo.)DE | Erstveröffentlichung: 16. August 2004 mit Nena |

Weitere Singles
- 2002: Die Welt steht still (feat. Jan Delay)
- 2003: Wasser